# Jasutaro Macuki
Jasutaro Macuki (japonsko 松木 安太郎), japonski nogometaš in trener, * 28. november 1957.
Za japonsko reprezentanco je odigral 11 uradnih tekem.